# Prvoslav Mihajlović
Prvoslav Mihajlović (szerbül: Првослав Михајловић; Valjevo, 1921. április 13. — Belgrád, 1978. június 28.) szerb labdarúgó-középpályás, edző.
A jugoszláv válogatott tagjaként részt vett az 1948. évi nyári olimpiai játékokon és az 1950-es labdarúgó-világbajnokságon, előbbin ezüstérmet nyertek. Az 1962-es labdarúgó-világbajnokságon Ljubomir Lovrićcsal közösen irányította a válogatottat.